# Jan z Wiślicy
Jan z Wiślicy inne formy nazwiska: Ioannes Visliciensis, Joannes Vislicius, (ur. około 1485 w Wiślicy, zm. pomiędzy 1516 a około 1520) – poeta polsko-łaciński, znany jako autor epopei Bellum Prutenum.

## Życiorys
Jak za Janem Smereką powtarza Roman Mazurkiewicz, "wszystko niemal, co wiemy o Janie z Wiślicy, zawdzięczamy wzmiankom zawartym w jego utworach".
Urodził się około roku 1485 w Wiślicy nad Nidą w ubogiej rodzinie mieszczańskiej. Od roku 1505 (lub nieco wcześniej) kształcił się na Akademii Krakowskiej, gdzie jako uczeń Pawła z Krosna około roku 1506 uzyskał tytuł bakałarza Akademii Krakowskiej. W latach 1511–1517 nawiązał przyjacielskie kontakty z wędrownym szwajcarskim humanistą, którym był Valentin Eck. W latach 1514–1515 pełnił funkcję sekretarza starosty wieluńskiego Stanisława z Kurozwęk. Dalsze jego losy nie są obecnie znane, data jego śmierci także pozostaje nieznana – zmarł po roku 1520.
Tytułu naukowego najprawdopodobniej nie uzyskał. Według B. Kruczkiewicza i H. Barycza, Jan z Wiślicy, który w roku 1506 otrzymał w Krakowie stopień bakałarza, a w roku 1520 magistra nauk wyzwolonych oraz wykładał jako extraneus w latach 1510-1512, jest innym Janem z Wiślicy; natomiast Karol Mecherzyński i Jan Smereka utożsamiają go z poetą.

## Twórczość
W 1516 roku wydał u Jana Hallera w Krakowie epopeję Bellum Prutenum (pol. Wojna pruska), w 3 księgach, utrzymaną w duchu odrodzenia, w której sławił dynastię Jagiellonów. Wprowadził do poezji tematykę narodową.
- Bellum Prutenum, Kraków 1516, drukarnia J. Haller (poprzedzone przedmową w formie listu do Pawła z Krosna); wyd. następne: J. Smereka, Lwów 1933, Zbiór Pisarzy Polsko-łacińskich, t. 3; przekł.: K. Mecherzyński, fragm. w rozprawie: "Jana z Wiślicy Wojna pruska", Rozprawy AU Wydział Filologiczny, t. 8 (1880); tłum. księgi 2 przedr. W. Kłosowski, Kraków 1910; J. Smereka, fragm. w artykule: "Najstarsi polscy poeci łacińscy w dobie humanizmu", Przegląd Humanistyczny 1931; J. Smereka całość pt. "Wojna pruska", Lwów 1932, Zbiór Pisarzy Polsko-łacińskich, t. 1; fragmenty przedr.: S. Łempicki Słowo o Grunwaldzie, Kraków 1945; M. Plezia "Najstarsza poezja polsko-łacińska (do połowy XVI wieku), Wrocław 1952, Biblioteka Narodowa, seria I, nr 141; fragm. E. Jędrkiewicz, wyd. A. Jelicz: Antologia poezji polsko-łacińskiej 1470-1543, Warszawa 1956.

## Wydanie zbiorowe
- Pauli Crosnensis Rutheni atque Joannis Vislicensis Carmina, wyd. B. Kruczkiewicz, Kraków 1887, Corpus Antiquissimorum Poetarum Poloniae Latinorum, t. 2.